# 1171 Rusthawelia
1171 Rusthawelia è un asteroide della fascia principale del diametro medio di circa 70,13 km. Scoperto nel 1930, presenta un'orbita caratterizzata da un semiasse maggiore pari a 3,1880807 UA e da un'eccentricità di 0,1926074, inclinata di 3,06028° rispetto all'eclittica.
Il suo nome è in onore del poeta georgiano Shota Rustaveli.